# Il gran Tamerlano (Mysliveček)
Il gran Tamerlano (Der große Tamerlan) ist eine opera seria in drei Akten des tschechischen Komponisten Josef Mysliveček. Das Libretto von Agostino Piovene wurde ursprünglich für die Oper Tamerlano von Francesco Gasparini (1711) geschrieben. Es basiert auf der Tragödie Tamerlan ou La Mort de Bajazet (1675) von Jacques Pradon. Die Uraufführung fand am 26. Dezember 1771 im Teatro Regio Ducale in Mailand statt.

## Handlung
Hintergrund der Handlung bildet die Schlacht von Ankara im Jahre 1402, bei der der Mongolenherrscher Tamerlan (Timur) den Sultan des Osmanischen Reiches Bajazet (Bayezid I.) besiegte und gefangensetzte. Neben dem Sultan wird auch seine Tochter Asteria gefangen gesetzt, in die sich wiederum der Mongolenherrscher verliebt. Asteria freilich liebt Andronico, mit dem wohl ein Sohn Manuel II. gemeint sein dürfte, der 1408 bis 1425 Fürst von Thessaloniki war.

### Erster Akt
Tamerlano, der Sieger über den türkischen Sultan Bajazette, verliebt sich in dessen Tochter Asteria, die er zusammen mit dem Vater gefangen genommen hat. Diese jedoch liebt Andronico, einen griechischen Fürsten, der als Verbündeter an der Seite Tamerlanos gekämpft hatte. Andronico liebt natürlich auch Asteria, was natürlich Tamerlano gar nicht weiß.
Tamerlanos hatte bereits versucht Druck auf Bajazet auszuüben, um ihm die Heirat zu erlauben, was allerdings fehlgeschlagen war. Nunmehr will er Andronico dafür gewinnen und verspricht ihn mit einem eigenen Königreich und dazu noch mit der eigentlich mit ihm verlobten, aber inzwischen „überflüssigen“ Irene, belohnen, wenn er den gefangen gesetzten Sultan Bajazette überreden kann, ihm seine Tochter Asteria zur Frau zu geben. Diese Verlautbarung bringt natürlich Irene selbst auf den Plan, die sich nicht so einfach verscheuchen lassen, sondern lieber um ihre Liebe bzw. um Tamerlano kämpfen will.

### Zweiter Akt
Bajazette weigert sich strikt, Tamerlano seine Tochter zur Frau zu geben, selbst als ihm mit dem Tod gedroht wird. Seine Tochter Asteria gibt, vermeintlich um den Vater zu retten, aber eigentlich in der geheimen Absicht, damit nah an Tamerlano heranzukommen und ihn umzubringen, klein bei und willigt in die Hochzeit. Als ihr Vater ihr Verrat vorwirft, gibt sie ihren eigentlichen Plan zu, was wiederum Tamerlano dazu bringt, Rachepläne zu schmieden.

### Dritter Akt
Als eine Rache muss Asteria nunmehr als Magd für Tamerlano arbeiten – und ihr Vater dabei zusehen. Bajazette gibt daraufhin seiner Tochter ein Gift, damit sie „es tapfer gebrauche“. Er selbst wolle ihr in den Tod folgen, wenn sie die Rache erfolgreich vollzogen habe. Asteria versucht mithilfe des Giftes vom Vater Tamerlano zu vergiften, was aber von Irene beobachtet und, indem sie sich nun Tamerlan zu erkennen gibt und ihn vor dem Giftanschlag warnt, vereitelt wird. So wird Tamerlano klar, wer ihn wirklich liebt und er steht der Heirat Asterias mit Andronico nicht länger im Weg. Schwer enttäuscht von sich (dass er bei der Schlacht verloren hat) und von seiner Tochter – und dazu unversöhnlich sich mit den neuen Verhältnissen abzufinden – gibt sich Tamerlano sein Gift und verstirbt.

## Gestaltung

### Instrumentation
Die Orchesterbesetzung der Oper enthält die folgenden Instrumente:
- zwei Flöten
- zwei Oboen
- zwei Hörner
- zwei Trompeten
- Pauken
- Streicher
- Basso continuo

## Arien, Duette und Chöre
Erster Akt
- Szene 1 – Bajazette: „Superbo di mia sorte“
- Szene 4 – Tamerlano: „Vanne la sorte mia“
- Szene 5 – Andronico: „Chi non ode i miei sospiri“
- Szene 7 – Tamerlano: „Che per voi sospiro“
- Szene 10 – Asteria: „Sento nel alma mia“
- Szene 13 – Irene: „Tradito ed appresso“
- Szene 14 – Chor: „Già ti cede il mondo intero“
- Szene 15 – Duett Tamerlano und Asteria: „Di quel amabil ciglio“

Zweiter Akt
- Szene 2 – Bajazette: „In mezzo alle tempeste“
- Szene 4 – Andronico: „Se ti mirre se quest’alma“
- Szene 5 – Bajazette: „Sazia il tuo fiero orgoglio“
- Szene 6 – Asteria: „Cadrò, sì cada, io stessa“
- Szene 8 – Irene: „Quell’empio cor istabile“
- Szene 9 – Tamerlano: „Il caro e solo oggetto“
- Szene 10 – Idaspe: „Fra il mar turbato, e nero“
- Szene 11 – Asteria: „Nacqui in seno alla sventura“
- Szene 12 – Chor: „Lieti sposi, ah venga Imene“
- Szene 13 – Quartett Tamerlano, Bajazette, Asteria und Andronico: „Smanio, veneggio e fremo“

Dritter Akt
- Szene 2 – Bajazette: „Pria di salir“
- Szene 4 – Tamerlano: „M’offende il nemico“
- Szene 7 – Asteria: „Non mi vedo“
- Szene 9 – Chor: „Doppo il nembo e la procella“

## Libretto
Das Libretto stammt von Agostino Piovene (1671–1721). Erstmals 1711 von Francesco Gasparini in Venedig zur Aufführung gebracht, wurde es, häufig unter dem ursprünglichen Titel Tamerlano, vielfach vertont.
Einer der bekanntesten Vorgänger war Antonio Vivaldi, der seine Pasticcio-Fassung Il Tamerlano 1735 in Verona zur Aufführung brachte. Wie bei der überwiegenden Zahl der damaligen Opern ist der Titelheld in Il gran Tamerlano von Mysliveček eine Kastratenrolle, und mit Bajazet haben wir, wie auch bei Vivaldi, eine veritable Bassrolle. Bei Georg Friedrich Händel, der den gleichen Stoff – allerdings nach einem Libretto von Nicola Francesco Haym – 1724 in London als Tamerlano zur Uraufführung und in den Jahren bis 1731 mehrfach zur Wiederaufführung brachte, sind Tamerlano traditionsgemäß ebenfalls ein Kastrat und Bajazet ein Tenor.

## Werkgeschichte

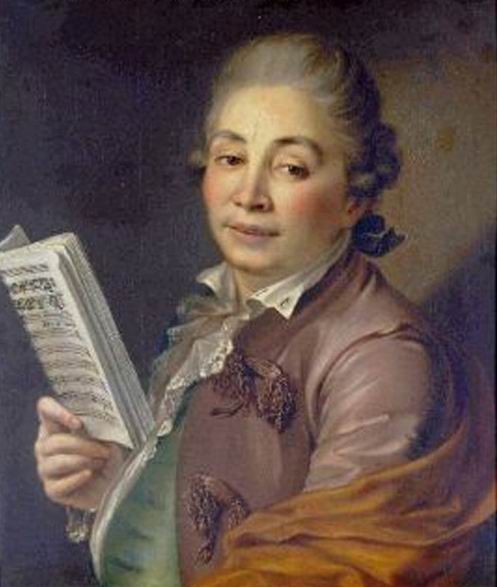
Der Soprankastrat Giuseppe Millico (Tamerlano)

Myslivečeks Gran Tamerlano wurde am 26. Dezember 1771 im Teatro Regio Ducale in Mailand uraufgeführt und eröffnete die Karnevalsaison 1772. Die Besetzung sah wie folgt aus:
- Tamerlano – Giuseppe Millico
- Bajazette – Giovanni Battista Zonca
- Asteria – Antonia Maria Girelli Aguilar
- Andronico – Giuseppe Cicognani
- Irene – Anna Boselli
- Idaspe – Rosa Polidora

Zwischen den Akten und am Schluss der Oper wurden die drei Ballette Gli amanti protetti dell’Amore, Il capitano fortunato che scopre un’ isola e se ne impadronisce und Festeggiamento nelle nozze di Tamerlano von Charles Le Picq und Luigi Paladini aufgeführt.
Die Uraufführung war äußerst erfolgreich und viele Arien sind in anderen Opern der Zeit wiederverwendet worden, so z. B. „Di quel amabil ciglio“ oder die Arie „Il caro e solo oggetto.“ Die Eröffnungssinfonie mag, wie Daniel E. Freeman gezeigt hat, Mozart als Anregung für seine Sinfonie Nr. 9 gedient haben.
1776 wurde die Oper in Pavia ein weiteres Mal zur Aufführung gebracht.
Eine erste Wiederaufführung fand 1967 in Brünn, in der damaligen Tschechoslowakei, statt. 10 Jahre später gab es in Prag eine Wiederaufführung, allerdings in verkürzter Form.